# Lucas (canción de Rafaella Carrá)
«Lucas» es una canción de 1978 escrita por Gianni Boncompagni y compuesta por Paolo Ormi. Fue interpretada en su versión original en italiano, «Luca», y en español por la cantante italiana Rafaella Carrá para su álbum homónimo, Raffaella. La canción cuenta la historia de un chico gay que repentinamente desaparece de su vida.